# Rostovo (Novi Travnik, BiH)
Rostovo  je bivše naselje s područja općine Novi Travnik, Federacija BiH, BiH.

## Povijest
Prvi spomen ovoga naselja pod nazivom Radostovo je iz 1516. godine kada se spominje u osmanskim dokumentima kada je popisano u nahiji Uskoplje. Tada je u Radostovu bilo 58 kuća i 12 mudžereda (neoženjeni muškarci) od čega su 24 kuće i svi mudžeredi prešli na islam. Od 1540. do 1542. Radostovo se navodi kao vlaško selo s 19 domaćinstava.
Do 1862. godine u Rostovu je bilo sjedište kapelanije sv. Ilije Proroka, osnovane 1858., koja se tada odvojila od župe Gornje Skoplje. Kapelanija Rostovo je obuhvaćala katoličko pučanstvo naselja Rostovo i Sebešić. Prvi kapelan bio je fra Anđeo Žarkić. Godine 1864. u Rostovu su, prema crkvenom popisu, živjele 123 osobe u 19 obitelji. Župna crkva u Rostovu izgrađena je 1890., a župni ured 1960-ih kada je župnik bio Stjepan Džalto. U cijeloj župi Rostovo 1991. godine bilo je 850 župljana, a 2010. 46 župljana.